# Tmarus komi
Tmarus komi är en spindelart som beskrevs av Ono 1996. Tmarus komi ingår i släktet Tmarus och familjen krabbspindlar. Inga underarter finns listade i Catalogue of Life.